# Virtue’s Last Reward
Virtue’s Last Reward (kurz: VLR) ist ein japanisches Adventure. Das Computerspiel wurde von Spike Chunsoft entwickelt und in Japan 2012 für die Handheld-Konsolen Nintendo 3DS und PlayStation Vita (kurz PSV) veröffentlicht. Das Spiel zählt zu den Untergenres Visual Novel und Escape the Room. Für die Ende 2012 erfolgten Markteinführungen in Nordamerika sowie Europa und Australien zeichneten die Publisher Aksys Games respektive Rising Star Games verantwortlich.
Bei dem Spiel handelt es sich um den Nachfolger von Nine Hours, Nine Persons, Nine Doors (kurz: 999; DS, 2009) und um den zweiten Teil der Zero-Escape-Reihe. Im Mittelpunkt von Virtue’s Last Reward steht die Handlung. Sie dreht sich um den entführten Studenten Sigma, der zusammen mit acht anderen Entführten in einer Lagerhalle aufwacht. Hier werden die neun Personen dazu gezwungen, an einem grausamen, als „Nonary Game: Ambidex Edition“ bezeichneten Spiel teilzunehmen. Mehrmals im Spiel kann der Spieler Entscheidungen fällen, die sich auf den weiteren Verlauf der Handlung auswirken.
Der japanische Spieleentwickler Kotaro Uchikoshi war der Projektleiter und Autor von Virtue’s Last Reward. Die Fachpresse besprach das Spiel positiv und lobte es für seine Handlung sowie deren Erzählform. Der Fokus auf die vom Spieler beeinflussbare Handlung gilt als Besonderheit von Virtue’s Last Reward. Trotz der guten Resonanz verkaufte sich der Titel gerade in Japan nicht gut. Es erwies sich für den Hersteller als finanziell unrentabel und gilt als Nischentitel.

## Spielbeschreibung
Der Spielablauf von Virtue’s Last Reward setzt sich aus zwei Teilen zusammen. Den ersten Teil bilden die „Novel“-Abschnitte („Roman“), in denen ausschließlich die Handlung des Spiels anhand von Dialogen erzählt wird. Jene sind größtenteils vertont und können vom Spieler parallel gelesen werden. Bei dem zweiten Teil handelt es sich um die sogenannten „Escape“-Abschnitte („Flucht“). Hier hat der Spieler die Aufgabe, eine Reihe von Rätseln zu lösen, damit der Protagonist aus einem Raum entkommen kann.

### Spielmechanik

#### „Novel“-Abschnitte
In den „Novel“-Abschnitten verfolgt der Spieler die Handlung, die aus der Ich-Perspektive durch Gespräche des Protagonisten mit Nicht-Spieler-Charakteren (NPCs) sowie durch den inneren Monolog des Erzählers dargeboten wird. Dabei fungiert der Protagonist als Erzähler.
Die Handlung verläuft nicht linear. An manchen Stellen kann der Spieler Entscheidungen fällen, die sich auf den Verlauf der Handlung auswirken. Er darf aus mehreren möglichen Optionen die Gruppierungen der neun Personen auswählen sowie sich mehrmals im Verlauf der Handlung zwischen den Optionen „ally“ („verbünden“) und „betray“ („verraten“) entscheiden. An jeder dieser Entscheidungsstellen spaltet sich der Handlungsfluss. Somit beeinflusst jede Entscheidung den Verlauf der Handlung, wobei es insgesamt 24 verschiedene Enden in Virtue’s Last Reward gibt. Um die Handlung abzuschließen, ist es notwendig, mehrere Enden durchzuspielen und so Informationen zu erhalten, mit denen weitere Abzweigungen der Handlung freigeschaltet werden können.
Innerhalb des Spiels wird der Handlungsfluss graphisch durch ein Baumdiagramm visualisiert. Dieses wird im Spiel als „Flow“ bezeichnet und der Spieler kann zu jeder Zeit darauf zugreifen. Es dient der Übersicht über die parallel verlaufenden Handlungsstränge und erlaubt es dem Spieler, jederzeit durch einen Sprung („Jump“) an eine beliebige, bereits durchgespielte Stelle der Handlung zu gelangen. Dank der Flow muss der Spieler nicht die gesamte Handlung erneut lesen, um ein Alternativ-Ende zu erreichen. Stattdessen ist es ihm möglich, Textpassagen zu überspringen oder direkt an Stellen der Handlung zu springen, an denen sich die Zeitlinien spalten.

#### „Escape“-Abschnitte
Unterbrochen wird die Erzählung durch die „Escape“-Abschnitte. Diese finden normalerweise statt, bevor der Spieler eine den Spielfluss auftrennende Entscheidung trifft. In diesen Abschnitten ist der Protagonist mit bis zu zwei weiteren Charakteren in einem Raum eingesperrt und muss entkommen. Diese Passagen erinnern an das Point-and-Click-Genre. Hier kann der Spieler die Kamera steuern, um sich im Raum umzuschauen und so Hinweise zu sammeln, oder mit Gegenständen interagieren. Dabei gilt es, Rätsel zu lösen, Minispiele erfolgreich zu absolvieren, zwei oder mehr eingesammelte Gegenstände zu einem neuen zu kombinieren oder Gegenstände einzusetzen. Am Ende dieser linearen Kette von Ereignissen erhält der Spieler einen Code, mit dem die Charaktere einen Safe öffnen können. Die darin enthaltenen Schlüsselkarten öffnen die Tür, sodass die Charaktere entkommen können und die Handlung fortschreiten kann.

### Handlung

#### Szenario
Am 25. Dezember 2028 wird der Student Sigma auf dem Heimweg von der Universität von einer maskierten Person attackiert und entführt. Als er aufwacht, findet er sich in einem Fahrstuhl eingesperrt wieder. Dort befindet sich außer ihm ein Mädchen namens Phi, das einen kühlen und klugen Eindruck hinterlässt und ihn zu kennen scheint. Um aus ihrem Gefängnis zu entkommen, müssen die beiden eine Reihe von Rätseln lösen. Anschließend finden sie sich in einer verlassenen Lagerhalle wieder. Hier befinden sich sieben weitere Entführte: der grobe Dio, der sture, alte Tenmyouji, der neugierige Junge Quark, die zurückhaltende Luna, die unberechenbare Clover, die selbstbewusste Alice sowie eine Gestalt in Rüstung, die aufgrund einer retrograden Amnesie ihr Gedächtnis verloren hat und K genannt wird.
Von einer künstlichen Intelligenz namens Zero III in Form eines Kaninchens erfahren die neun Personen, dass sie alle Teilnehmer eines Spiels sind, das Zero III als „Nonary Game: Ambidex Edition“ bezeichnet. Das Ziel ist es, aus dem Gebäude zu entkommen. Dazu werden sie nach dem Zufallsprinzip in Dreiergruppen aufgeteilt, die wiederum in zwei Parteien getrennt werden. Dann müssen sie unabhängig voneinander wählen, ob sie sich mit der anderen Partei verbünden („ally“) oder sie hintergehen („betray“) (siehe Gefangenendilemma). Entscheiden sich beide für „verbünden“, so erhalten beide Parteien zwei BPs („Bracelet Points“, dt. etwa: „Armband-Punkte“). Wenn sie einander hintergehen, erhält niemand einen Punkt. Betrügt eine Person ihre Gegenpartei, während diese „ally“ wählt, so erhält sie drei Punkte gutgeschrieben, während die Gegenpartei zwei Punkte verliert. Die BPs jedes Teilnehmers werden auf einem nicht entfernbaren Armband angezeigt. Sobald jemand neun BPs angesammelt hat, kann er eine besondere Tür öffnen, die neun Sekunden lang offen bleibt und allen Personen mit neun BPs ein Entkommen ermöglicht. Anschließend bleibt die Tür für immer verschlossen. Verliert ein Spieler sämtliche BPs, so wird er mittels letaler Injektion durch ein Gift im Armband getötet. Außerdem erfahren die unfreiwilligen Teilnehmer, dass der als Zero Sr. bezeichnete Drahtzieher hinter den Entführungen und dem Nonary Game eine der neun Personen ist.

#### Handlungsverlauf
Im Laufe der Handlung offenbart sich eine unterbewusste Fähigkeit von Sigma, die ihn unkontrolliert in Parallelwelten reisen lässt und die durch starke Emotionen oder in Schlüsselsituationen ausgelöst wird. In den Parallelwelten ist das Nonary Game aufgrund von Sigmas Entscheidungen anders abgelaufen und folglich sind andere Ereignisse geschehen. In den einzelnen Zeitlinien entstehen Streitereien und Misstrauen zwischen manchen der neun Personen; in manchen Zeitlinien werden Teilnehmer sowie eine unbekannte alte Frau ermordet aufgefunden, was das Misstrauen innerhalb der Gruppe anfacht.
Außerdem entdecken die neun Personen innerhalb der von der Außenwelt abgeschnittenen Lagerhalle Hinweise auf eine Epidemie durch das Virus Radical-6, der ein Großteil der Bevölkerung der Erde zum Opfer gefallen sein soll. Allerdings kann sich keiner der neun Menschen an eine solche Katastrophe erinnern. Mitunter treten Symptome dieses Virus – verlangsamte Gehirnaktivität und schließlich ein ausgeprägter Drang zum Suizid – auch bei einigen der neun Personen auf. In einer Zeitlinie begegnet Sigma dem Hologramm von Zero Sr., der die Erscheinung eines alten Mannes hat. In wieder anderen Zeitlinien finden die Personen versteckte Antimaterie-Bomben, die das gesamte Gebäude zu zerstören drohen und nur durch geheime Codes entschärft werden können.
Mit der Zeit reift die Fähigkeit des Bewusstseins zu Sprüngen durch Raum und Zeit weiter heran, sodass sich Sigma an Geschehnisse aus den Zeitlinien der Paralleluniversen erinnern kann. So sammelt er beispielsweise Hintergrundwissen über die anderen Gefangenen. Alice und Clover sind als Agenten des Verteidigungsministeriums auf der Suche nach einem terroristischen Kult namens „Free the Soul“ (dt. etwa: „Befreie die Seele“), der in den letzten Jahren bereits zwei Nonary Games „veranstaltet“ hat. Clover war bereits Teilnehmerin der ersten beiden Nonary Games, während Tenmyouji der Hauptcharakter Junpei aus 999 ist und im zweiten Nonary Game involviert war. Außerdem ist Quark sein Adoptivenkel. Luna ist ein als „GAULEM“ bezeichneter Roboter, der in den Diensten der Drahtzieher des Nonary Game steht. Dio ist der Leiter einer Terroristengruppe namens Myrmidonen, die dem Kult „Free the Soul“ untersteht. Ferner ist er ein Klon von Left, dem Bruder des Kultleiters Brother. Sigma erfährt außerdem, dass Brother das Virus Radical-6 aus Trauer um seinen verstorbenen Bruder Left in die Welt setzte. Um das Virus zu bekämpfen, wurden auf der Erde Antimateriebomben gezündet, die jedoch fast die gesamte Menschheit auslöschten. Dio war es auch, der die in einigen Zeitlinien aufgespürten Antimaterie-Bomben in der Lagerhalle versteckte.
Da er in anderen Zeitlinien die einzelnen Codes erfahren hat, kann Sigma mit der Unterstützung von Phi, deren Bewusstsein ebenfalls Raum und Zeit zu überwinden vermag, die Bombendetonationen aufhalten und Dio außer Gefecht setzen. Daraufhin sammeln die Gefangenen gemeinsam genug BPs an, um zusammen aus dem Lagerkomplex entkommen zu können. Dabei finden sie heraus, dass sie sich die ganze Zeit über in einem Testgebäude auf dem Mond befanden, dass alle neun Personen die ganze Zeit über mit Radical-6 infiziert waren und dass man das Jahr 2074 schreibt. Zwischen Sigmas Entführung und seinem Erwachen liegen also fast 50 Jahre.
Später taucht die in anderen Zeitlinien aufgefundene tote alte Frau auf, die in der aktuellen Zeitleiste nicht umgebracht wurde und auf den Namen Akane Kurashiki hört. Sie stellt sich als einer der Köpfe hinter dem sogenannten AB Project heraus, in dessen Rahmen das Nonary Game stattfand. Sie erklärt Sigma, dass Zero Sr. in Wahrheit dessen späteres Ich sei. Das Bewusstsein des jungen Studenten Sigma und des alten Wissenschaftlers Dr. Klim hätten Raum und Zeit überwunden und die Körper getauscht, sodass sich Sigma tatsächlich im alten Körper von Zero Sr. befinde. Akane hielt sich in der aktuellen Zeitleiste die ganze Zeit über in der Rüstung von K auf, bei dem es sich um Sigmas geklonten Sohn handele. Weiter erklärt Akane, dass das Ziel des von ihr und Sigma konzipierten AB Projects ausschließlich darin bestand, Sigmas Bewusstsein durch Notsituationen die Fähigkeit zu Sprüngen in Raum und Zeit beizubringen. Dies solle es ihm ermöglichen, in die Vergangenheit zu reisen und die Terroristen von „Free the Soul“ an der Verbreitung von Radical-6 zu hindern.
Daraufhin lässt Akane Sigma und Phi zurück zu dem Moment reisen, in dem sie im Begriff ist, das Nonary Game zu starten. Hier erklärt sie, dass sie eigentlich der neunte Teilnehmer sei. Allerdings werde sie von Dio getötet werden, sodass sich dieser in das Spiel einschleicht. Ihr Sterben sowie Dios Eindringen in das Spiel gehörten somit zum Plan. Dio nämlich sei von seinen Vorgesetzten in das Spiel eingeschleust worden, damit er das AB Project manipuliert. Nach dieser Erklärung reist Sigmas Bewusstsein abermals durch Raum und Zeit. Er findet sich im Jahr 2029 wieder und steckt zusammen mit Akane in den Planungen für das Nonary Game. Sie schildert ihm, dass er in den nächsten Jahrzehnten sämtliche Grundlagen für das Projekt entwickeln wird – darunter etwa Roboter- und Klon-Technik. Das Spiel endet anschließend mit den Worten „END or BEGINNING“ („ENDE oder ANFANG“). Es bleibt offen, ob Sigma den Ausbruch von Radical-6 wirklich verhindern kann, ebenso verborgen bleibt Phis wahre Identität.

## Entstehungsgeschichte

### Entwicklung
Im August 2011 berichtete die japanische Videospielzeitschrift Famitsu erstmals, dass Chunsoft einen Nachfolger von Nine Hours, Nine Persons, Nine Doors für 3DS und PSV entwickele. Das Entwicklerteam sei im Wesentlichen das gleiche wie das des Vorgängers. So entstehe das Spiel unter der Regie von Kotaro Uchikoshi, der auch die Handlung verfasse, während Kinu Nishimura als Charakterdesigner involviert sei. Es hieß, dass die Entwicklung zu dieser Zeit etwa zur Hälfte abgeschlossen sei.
Uchikoshi zufolge begann die Entwicklung von Virtue’s Last Reward aufgrund der positiven Resonanz, die der Vorgänger 999 in den Vereinigten Staaten erhielt. Er verfasste zunächst die Grundzüge der Handlung und erschuf danach die Charaktere. Dabei achtete er auf Ausgeglichenheit und orientierte sich an den neun Persönlichkeitsstrukturen des Enneagramms. Ihm zufolge basiert die Tatsache, dass der Antagonist Zero III als Kaninchen dargestellt wird, auf der in Asien verbreitete Folklore vom Hasen im Mond und ist – ebenso wie der Name des Charakters Luna – eine Anspielung auf eine Offenbarung am Ende der Handlung des Spiels.
Als wichtige Inspirationsquelle für die Handlung von Virtue’s Last Reward wie auch jene des Vorgängers 999 benannte Uchikoshi die Thesen des britischen Biologen Rupert Sheldrake (* 1942) über morphische Felder. Weitere Themen innerhalb des Spiels sind das Gefangenendilemma, Schrödingers Katze, das Chinesische Zimmer und Menschen mit außersinnlichen Wahrnehmungen. Letztere werden im Spiel als „Esper“ bezeichnet. Ihr Bewusstsein hat innerhalb des Spieluniversums die Fähigkeit hat, auf Informationen des morphischen Feldes zuzugreifen. Außerdem sei die Visual Novel Kamaitachi no Yoru (Super Famicom, 1994) von Chunsoft eine zentrale Inspiration für die beiden Zero-Escape-Spiele gewesen.
Uchikoshi erklärte, die Atmosphäre in Virtue’s Last Reward falle weniger gruselig und gewalttätig aus als die des Vorgängers. Als Grund dafür nannte er die Ergebnisse von Marktforschungsstudien, die das Entwicklerstudio in Japan nach der Veröffentlichung von 999 durchführte. Demnach fühlten sich einige potenzielle Käufer von der extremen Atmosphäre des Spiels abgeschreckt. Daher erhielt Uchikoshi für den Nachfolger von seinen Vorgesetzten den Auftrag, eine seichtere Atmosphäre zu kreieren.
Wie schon beim Vorgänger sollten ursprünglich auch in Virtue’s Last Reward sämtliche Charaktere als zweidimensionale Sprites dargestellt werden. Da die Entwickler die Möglichkeiten des 3DS ausschöpfen wollten und glaubten, dass dafür polygon-basierte Modelle notwendig seien, gestalteten die Designer die Charaktere schließlich dreidimensional. Aufgrund der Programmeigenarten des Projektes werden diese Modelle, anders als zunächst geplant, nicht in Echtzeit berechnet. In einem Interview resümierte Uchikoshi, dass die Designer der Modelle zwar gute Arbeit geleistet hätten. Das Spiel unterscheide sich schlussendlich aber gar nicht stark vom Stil des Vorgängers. Außerdem habe man nicht das volle Potenzial des durch den 3DS ermöglichten autostereoskopischen 3D-Effekts ausgeschöpft.

### Lokalisierung
Wie schon für den Vorgänger zeichnete der auf die Übersetzung japanischer Spiele spezialisierte Spielehersteller Aksys Games für die westliche Lokalisierung von Virtue’s Last Reward verantwortlich. Dazu übersetzten Noba Nakayama und weitere Übersetzer die Texte des Spiels, die anschließend von Ben Bateman für den amerikanischen Markt angepasst wurden. Dabei wurden sie inhaltlich von Uchikoshi beraten.

### Musik und Synchronisation
Die Stücke des Spiels stammen aus der Feder des japanischen Videospielkomponisten Shinji Hosoe.
Die Aufnahmen für die englische Sprachausgabe begannen im Mai 2012. Die folgende Tabelle gibt eine Übersicht über die Charaktere und deren japanische beziehungsweise englische Synchronsprecher.
| Charakter | japanischer Sprecher | englischer Sprecher |
| --------- | -------------------- | ------------------- |
| Sigma     | Kōsuke Toriumi       | Troy Baker          |
| Luna      | Mamiko Noto          | Laura Bailey        |
| Dio       | Yoshimasa Hosoya     | Liam O’Brien        |
| Phi       | Chiaki Omigawa       | Karen Strassman     |
| Tenmyouji | Rokuro Naya          | J. B. Blanc         |
| Alice     | Atsuko Tanaka        | Tara Platt          |
| Clover    | Yukari Tamura        | Wendee Lee          |
| Quark     | Rie Kugimiya         | Erin Fitzgerald     |
| Zero III  | Tarako Isono         | Cindy Robinson      |
| K         | Daisuke Ono          | Travis Willingham   |

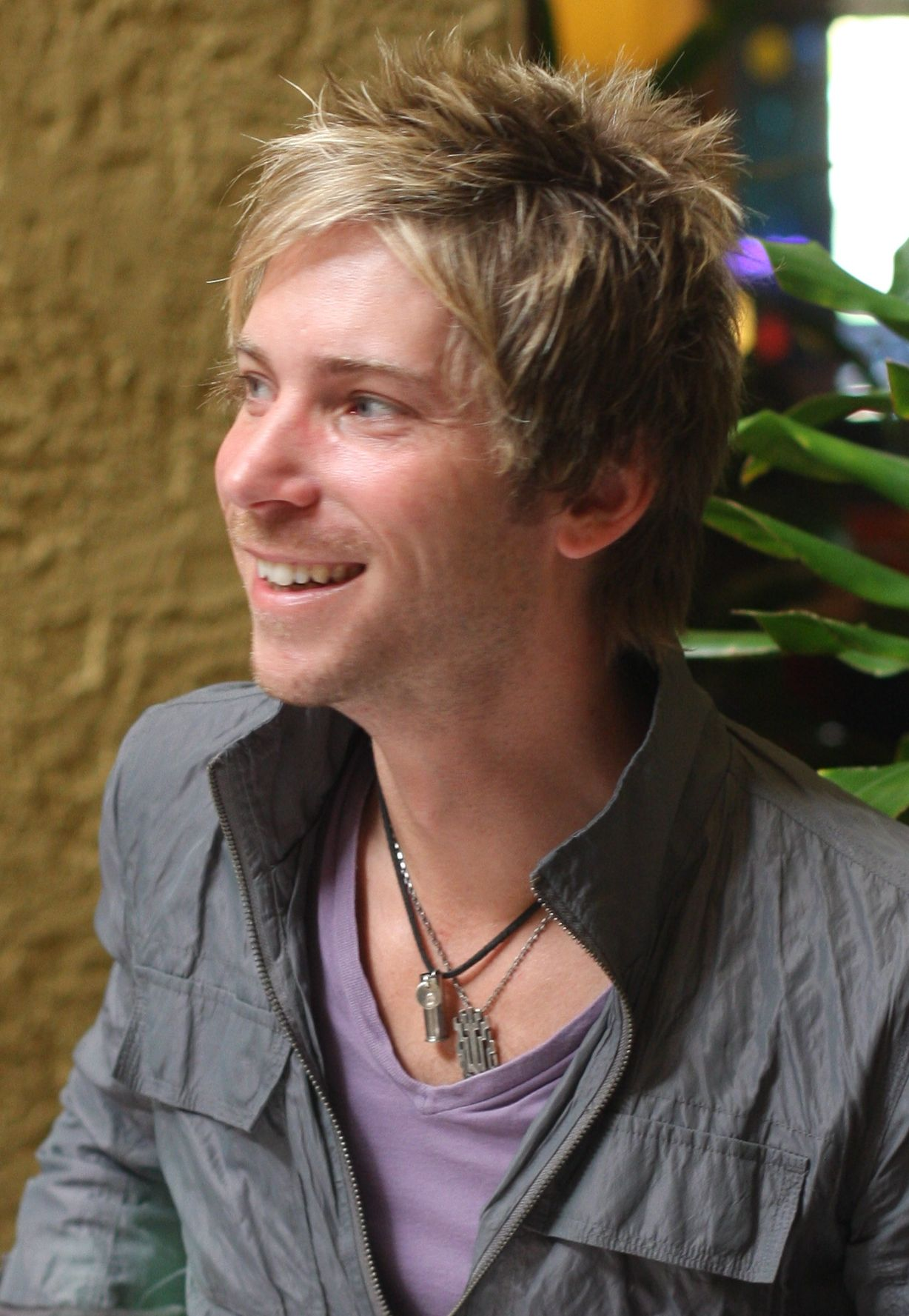
Troy Baker synchronisierte Sigma im englischsprachigen OVA.
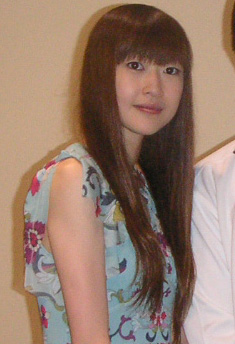
Mamiko Noto, die japanische Sprecherin von Luna
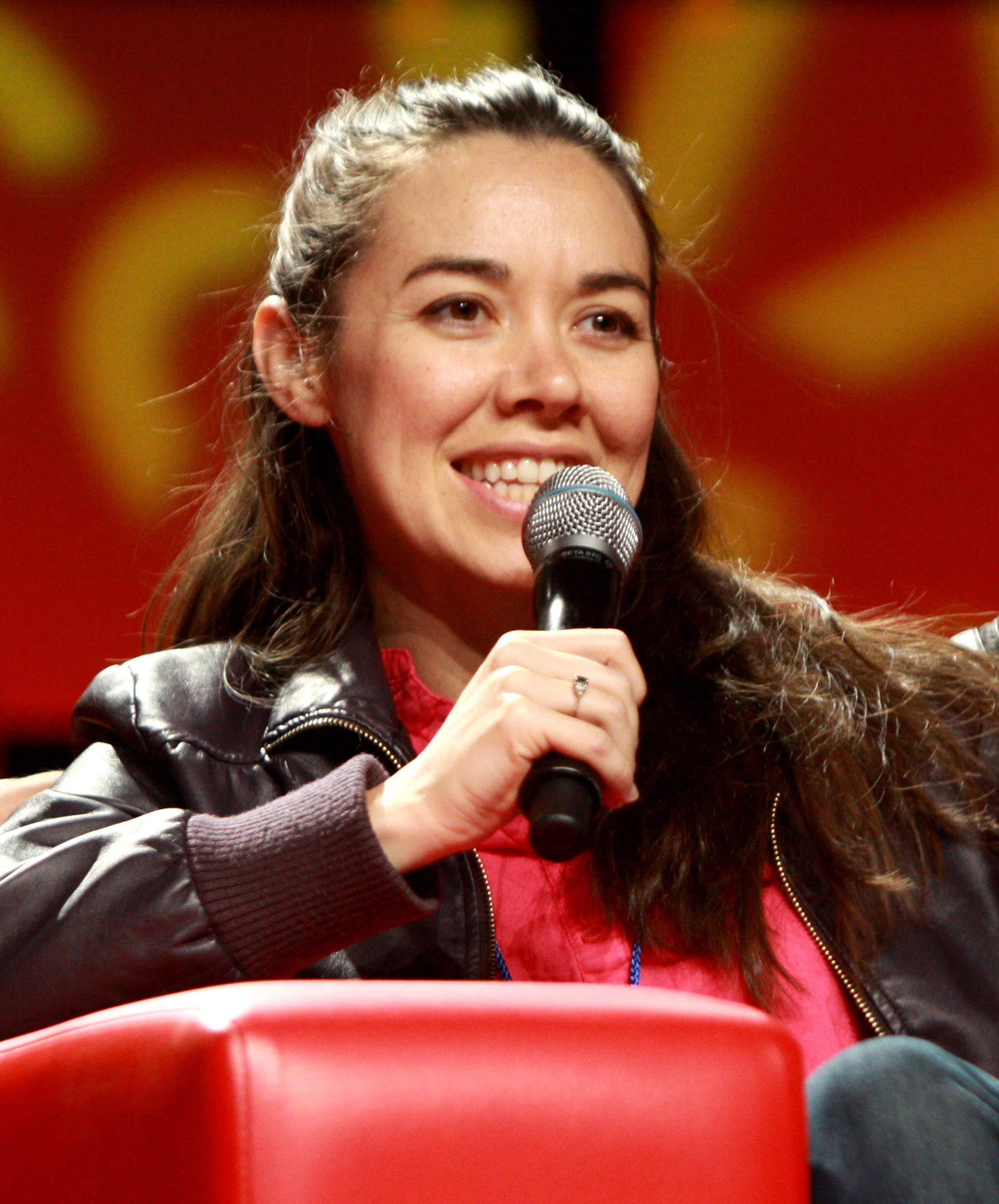
Tara Platt sprach für die nordamerikanische Version des Spiels Alice ein.
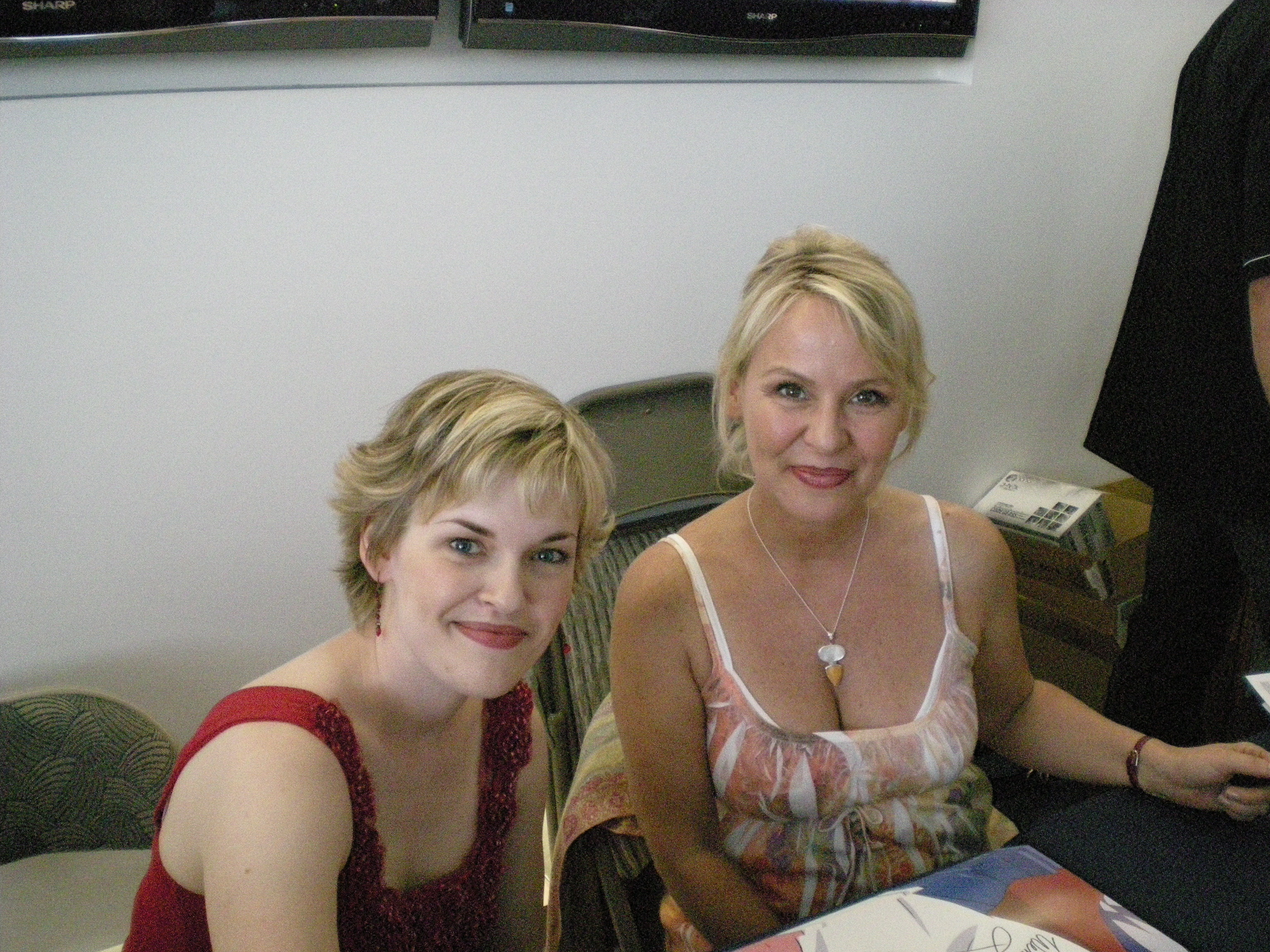
Rechts: Wendee Lee, die englische Synchronsprecherin von Clover
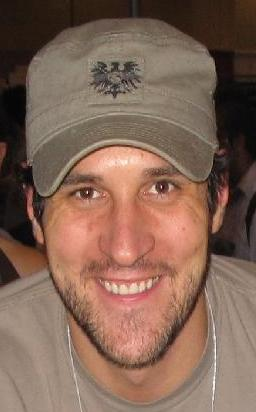
Travis Willingham, der englische Sprecher von K

### Titel
Während der Entwicklung befanden sich mehrere potenzielle japanische Titel für Virtue’s Last Reward im Gespräch. Die finalen drei Vorschläge waren Uragiri x Girigiri (dt. etwa: „Verrat vs. nur knapp“), Want to be Saved? Then Die (dt. etwa: „Möchtest du gerettet werden? Dann stirb“) und Good People Die (dt. etwa „Gute Menschen sterben“). Per Schere, Stein, Papier einigte man sich auf den letzten Vorschlag. So kam das Spiel in Japan als 極限脱出ADV 善人シボウデス, Kyokugen Dasshutsu Adobenchā: Zennin Shibō Desu (Extreme Escape Adventure: Good People Die, dt. etwa: „Extremes Flucht-Abenteuer: Gute Menschen sterben“) auf den Markt. Extreme Escape Adventures ist dabei das japanische Äquivalent zu Zero Escape.
Davon abgesehen standen noch weitere Namensmöglichkeiten zur Auswahl. Darunter befanden sich die Titel Sigma Control (dt. etwa: „Sigma Kontrolle“), Lost Escape (dt. etwa „aussichtslose Flucht“), Contagious Distrust (dt. etwa „ansteckendes Misstrauen“), Escargo, Human-mode Killer, Nine Mice Bite the Cat (dt. etwa „Neun Mäuse beißen die Katze“) und Sigma and Phi and Tenmyouji and Quark and Alice and Yotsuba and Dio and Luna and K are All Trapped in Weird Place! Oh No! (dt. etwa „Sigma und Phi und Tenmyouji und Quark und Alice und Clover und Dio und Luna und K sind alle an seltsamem Ort gefangen! Oh nein!“).
Der für die nordamerikanische Lokalisierung verantwortliche Ben Bateman erklärte im März 2012 in einem Gastbeitrag für die englischsprachige Videospiel-Website Siliconera, warum als englischer Titel Virtue’s Last Reward gewählt wurde. Ihm zufolge hat das japanische Zennin Shibō Desu im Wesentlichen zwei verschiedene Aussagen: „Diese guten Menschen werden sterben“ oder „Ich möchte ein guter Mensch werden“. Da die wörtliche Übersetzung „Gute Menschen sterben“ beide Aussagen nicht gleichermaßen betone, kristallisierte das Lokalisierungsteam in Zusammenarbeit mit Uchikoshi die Kernaussagen heraus. Es entstanden die zwei Phrasen „Virtue is its own reward“ (dt. etwa „Tugend ist ihre eigene Belohnung“) sowie „Gone to his last reward“ (Umschreibung für den Tod einer Person). Aus der Kombination beider Phrasen entstand der Name Virtue’s Last Reward. Er ist Bateman zufolge zweifach zu interpretieren: „Die einzige Belohnung für Tugend ist der Tod“ sowie „Tugend wird letztlich belohnt“.

## Veröffentlichung

### Vermarktung
Zur Vermarktung der japanischen Version von Virtue’s Last Reward veröffentlichte der Hersteller ein kostenlos im Internet spielbares Spiel auf Basis von Adobe Flash. Es unterscheidet sich stark von Virtue’s Last Reward: Sein Ziel ist es, durch schnelles Klicken mit der Maus eine Tür zu öffnen und die Brüste einer der weiblichen Spielcharaktere zu schlagen. Richard Eisenbeis von der Website Kotaku bewertete das Spiel als Fanservice und beschrieb es als Antithese zu Virtue’s Last Reward.
Außerdem veröffentlichte Chunsoft eine vom Animationsstudio Gonzo animierte Original Video Animation (OVA) zum Spiel, in der die Geschehnisse zu Beginn der Handlung nacherzählt werden. Zur nordamerikanischen Markteinführung des Spiels publizierte Aksys eine Fassung der OVA mit englischer Synchronisation.
Am 19. April 2012 erschien in Japan der offizielle Soundtrack zum Spiel. Das unter dem Titel Kyokugen Dasshutsu ADV Zennin Shibou Desu Soundtrack von SuperSweep veröffentlichte Album enthält 33 Stücke auf zwei CDs.

### Markteinführung
Am 16. Februar 2012 veröffentlichte Spike Chunsoft Virtue’s Last Reward in Japan. Die Markteinführung in Nordamerika durch Aksys Games erfolgte am 23. Oktober 2012 unter dem vollständigen Titel Zero Escape Volume 2: Virtue’s Last Reward. Vorbesteller konnten eine limitierte Armbanduhr erhalten, die den Armbändern aus Virtue’s Last Reward nachempfunden ist. In Europa brachte Rising Star Games das Spiel am 23. November 2012, in Australien am 29. November 2012 auf den Markt. In Deutschland erfolgte die Veröffentlichung erst am 15. März 2013 bei Koch Media. In Nordamerika sowie in Europa wird das Spiel ausschließlich in englischer Sprache angeboten; der Text der europäischen Version basiert auf dem der nordamerikanischen. Außerdem steht in der nordamerikanischen Fassung sowohl englische als auch japanische Sprachausgabe zur Verfügung, während in Europa ausschließlich Japanisch zu hören ist.
Im Japan erschien am 1. Februar 2012 eine kostenlose Demo zum Spiel im Nintendo eShop des 3DS. Für den nordamerikanischen Markt wurde ausschließlich für die PSV eine Demo des Spiels bereitgestellt, die über das PlayStation Network erhältlich ist und am 2. Oktober 2012 erschien. In Europa hingegen ist die Demo für beide Konsolen verfügbar; im 3DS-eShop erschien sie am 15. November 2012.

### Verkaufszahlen
Laut dem Marktforschungsunternehmen Media Create stieg die 3DS-Version von Virtue’s Last Reward bei den japanischen Videospielcharts auf Platz 12 mit über 9.000 Verkäufen ein. Die PSV-Version erreichte demnach mit gut 6.500 Verkäufen den 15. Platz. Dem Serienschöpfer zufolge sind die Zero-Escape-Titel in Nordamerika und Europa beliebter als in Japan, wo sie für den Hersteller Verluste einbrachten.

## Rezeption

### Rezensionen
Bei dem Wertungsaggregator Metacritic hat die 3DS-Version von Virtue’s Last Reward eine aus 15 Rezensionen errechnete Metawertung von 88 von 100 Punkten, während die Fassung für die PlayStation Vita durchschnittlich mit 84/100 Punkten bewertet wurde. Bei GameRankings liegt die 3DS-Fassung mit einer Metawertung von 86,75 % aus zwölf Einzelkritiken ebenfalls vor der PS-Vita-Umsetzung, welche hier eine zusammenfassende Wertung von 85,56 % aufweist.
Lucas M. Thomas von der amerikanischen Videospielwebsite IGN schrieb in seiner Spielrezension, dass Virtue’s Last Reward einige Mängel des Vorgängers ausgleiche. Die Grafik und die Animationen des Spiels seien besser als die des Vorgängers. Außerdem lobte Thomas die Sprachausgabe und insbesondere das Flow-System, das für den Spieler eine Zeitersparnis bedeute. Die eigentliche Handlung bezeichnete er als „komplex, knifflig und zutiefst zufriedenstellend“ („complex, mind-twisting and utterly satisfying“). Ebenso lobte er die Charaktere des Spiels sowie deren Entwicklung im Verlauf der über 30 Stunden, die der Spieler zum Absolvieren der Handlung benötige. Dabei stellen Thomas zufolge die „Escape“-Abschnitte eine gute Auflockerung dar.
Thomas fasste zusammen, dass Virtue’s Last Reward seinen Vorgänger qualitativ überbiete, empfiehlt aber, zuvor 999 zu spielen.

“This sequel is more twisted, more brutal and more memorable than that first volume, it's solidified Zero Escape as a series, and it's an experience I recommend to every gamer – if you're over 18, and if you've played 999 first. Virtue’s Last Reward builds an unforgettable story on the dilemma of a choice: Will you ally, or will you betray?”

„Dieses Sequel ist verworrener, brutaler und einprägsamer als der erste Band, es festigt Zero Escape als Reihe und es ist eine Erfahrung, die ich jedem Spieler empfehle – wenn er über 18 ist und falls er vorher 999 gespielt hat. Virtue’s Last Reward erschafft eine unvergessliche Handlung über das Dilemma der Entscheidung Wirst du dich verbünden, oder wirst du verraten?“

Die 3DS-Version des Spiels ist mit der für die PSV erschienenen Umsetzung inhaltlich identisch, äußerte Thomas in seiner Rezension. Grafik und Ton seien zwar auf der PSV besser. Die 3DS-Umsetzung hingegen überzeuge durch den 3D-Effekt sowie die Touchscreen-Einbindung mit Stylus-Unterstützung, die es dem Spieler wesentlich einfacher mache, innerhalb des Spiels Notizen anzufertigen.
Viktor Eippert hielt Ende 2012 in der deutschen Videospielzeitschrift N-Zone fest, dass es in Virtue’s Last Reward hauptsächlich „um Vertrauen, folgenschwere Entscheidungen und die Ergründung der wahnsinnig spannenden und zugleich sehr verworrenen Geschichte“ gehe. Die „düstere Atmosphäre“ des Spiels lasse den Spieler „Bedrohung und Unsicherheit“ spüren. Der Handlung konstatierte er viele „Mindfuck-Momente“, zugleich aber auch eine „zersplitterte Erzählweise“, die dem Spieler den Überblick erschwere. Dennoch sei die Story so gut aufgebaut, dass „die Ungewissheit, die unbändige Neugier“ den Spieler stets antreibe, weiterzuspielen.
Kimberley Wallace von der Zeitschrift Game Informer attestierte dem Spiel eine sehr gut verfasste Handlung sowie äußerst glaubwürdige Charaktere. Das Flow-System sowie die Möglichkeit, bereits gelesene Dialoge vorzuspulen, hob Wallace als für den Spieler bequem hervor. Sie bezeichnete die 3DS-Version des Spiels als die bessere Umsetzung, obgleich sie grafisch der Version für die PSV unterlegen sei. Die Touchscreen-Steuerung funktioniere auf dem 3DS dank der Stylus-Unterstützung besser.
Martin Robinson von der Videospielwebsite Eurogamer äußerte sich in seiner Spielrezension gemischt zu Virtue’s Last Reward. Er bewertete hauptsächlich die Struktur der Handlung positiv, da die Charaktere glaubwürdig seien und sich innerhalb der Handlung viele verschiedene Einzelstränge souverän zu einem großen Ganzen verbinden würden. Zum eigentlichen Inhalt des Spiels äußerte sich Robinson kritisch. Die Charaktere seien archetypisch. Außerdem setze der Spieleinstieg viel Geduld voraus und wirke so wenig motivierend. In der Handlung sah er eine Aneinanderreihung unglaubhafter Handlungswenden, die zwischen „Empfindlichkeit und Geschmacklosigkeit“ („tenderness and tawdriness“) oszilliere. Die „Escape“-Passagen benannte er als „fürchterliche Vermählung zwischen Hershel Layton und Jigsaw“ („horrible marriage between Hershel Layton and Jigsaw“). Damit bezieht er sich auf den Protagonisten der Rätselspielreihe Professor Layton sowie den Antagonisten John Kramer der Horrorfilmreihe Saw.
Die Redaktion der britischen Videospielzeitschrift Edge bezeichnete Virtue’s Last Reward als „page-turner“ (dt. etwa „fesselndes Buch“), das den Spieler stark in seine Handlung integriere. Es verlange von ihm, den größeren Zusammenhang der Handlung selbst herzustellen. Allerdings sei die Atmosphäre besonders zu Beginn des Spiels weniger dicht und bedrohlich als beim Vorgänger. Die „Escape-the-Room“-Abschnitte seien nicht zu lang, weshalb sie die Handlung nicht unangemessen lange aufhielten. Zugleich aber seien sie schwierig genug, um den Spieler zufriedenstellen zu können. Dabei kritisierte die Edge die Steuerung dieser Abschnitte als unnatürlich.

### Auszeichnungen und Bestenlisten
Virtue’s Last Reward wurde für mehrere Preisverleihungen nominiert und erhielt dabei teilweise Auszeichnungen. Das Spiel war beispielsweise bei den Game Developers Choice Awards 2012 für das Spiel mit der besten Handlung des Jahres nominiert. Das Magazin Game Informer zeichnete das Spiel als bestes Handheld-Exklusivspiel 2012 aus. Bei den Spiel-des-Jahres-Auszeichnungen bei IGN gewann Virtue’s Last Reward den Preis für die beste Handlung eines DS/3DS-Spiels und war ferner für die beste Handlung eines PSV-Spiels nominiert.
Die englischsprachige Website Gamasutra, die sich hauptsächlich an Spieleentwickler richtet, nahm Virtue’s Last Reward in ihre Liste der zehn besten Spiele des Jahres 2012 auf.

### Analyse
Bob Mackey von 1UP beschrieb Virtue’s Last Reward Ende 2012 als Mischung aus einem umfangreichen Stephen-King-Werk und dem Konzept eines Spielbuches, bei dem jedes negative Ende dem Leser notwendige Informationen gebe.
Christian Nutt von Gamasutra schrieb Ende 2012, dass Handlung und Spielprinzip von Virtue’s Last Reward nicht getrennt vorlägen. Vielmehr sei die Handlung des Spiels zugleich seine Spielmechanik. Als Begründung führte Nutt seine Ansicht an, wonach der Spieler die „vielschichtige, aber einheitliche“ („complex but coherent“) und mit vielen Ideen gespickte Handlung aktiv erkunde. Der Spieler müsse jeden Moment der Handlung aufnehmen und in den größeren Zusammenhang der Erzählung einordnen. Somit nehme er selbst eine entscheidende Position für die Handlungserzählung ein.

## Nachfolger
Im Dezember 2012 bestätigte der Zero-Escape-Serienschöpfer Kotaro Uchikoshi die Arbeiten an einem dritten Teil der Reihe, in dem einige Charaktere aus Virtue’s Last Reward wiederkehren sollen. Außerdem gab er bekannt, dass das Spiel zeitlich zwischen 999 und VLR angesiedelt sein werde.
Anfang 2014 äußerte Uchikoshi, dass die Entwicklung des dritten Zero-Escape-Spiels noch nicht gestartet sei, da der Hersteller die entsprechenden Pläne nicht angenommen habe. Der Grund dafür seien die schlechten Verkaufszahlen der ersten beiden Spiele in Japan. Um das Spiel dennoch irgendwann umsetzen zu können, gab Uchikoshi die Suche nach alternativen Finanzierungsmöglichkeiten bekannt.
Ende Juni 2016 erschien der Nachfolger unter dem Titel Zero Time Dilemma für Nintendo 3DS, PlayStation Vita und Microsoft Windows.